# Orientierungsprüfung
Der Begriff Orientierungsprüfung wird allgemein für zum Zwecke der frühzeitigen Eignungserkennung vorgezogene Prüfungen verwendet. 
An baden-württembergischen Hochschulen ist eine solche Orientierungsprüfung zu Beginn des Studiums vor der eigentlichen ersten Prüfung (der Zwischenprüfung) abzulegen. Die Orientierungsprüfung hat dabei das Ziel, dem Studierenden frühzeitig aufzuzeigen, ob er die richtige Studienwahl getroffen hat und den Anforderungen gewachsen ist. 
Die Orientierungsprüfung muss bis zum Ende des zweiten Semesters erbracht worden sein.
Wird die Orientierungsprüfung nicht bestanden (und auch eventuell mögliche Nachprüfungen nicht), führt dies in der Regel zur Exmatrikulation.